# Abbaye de Seuilly
L'abbaye de Seuilly est un ancien prieuré situé à Seuilly (Indre-et-Loire), fondé vers 1095 par Guillaume de Montsoreau et devenu abbaye en 1100 sous le vocable de Saint-Pierre puis Saint-Sépulcre puis Notre-Dame.
Les celliers pour leurs parties datées du XIIe siècle au XVe siècle et les salles voutées des bâtiments conventuels, la chapelle et le colombier font l’objet d’une inscription au titre des monuments historiques depuis le 26 avril 1948.

## Activités
On peut y faire des stages nature, certaines classes font des séjours patrimoine.